# Dodekafonie

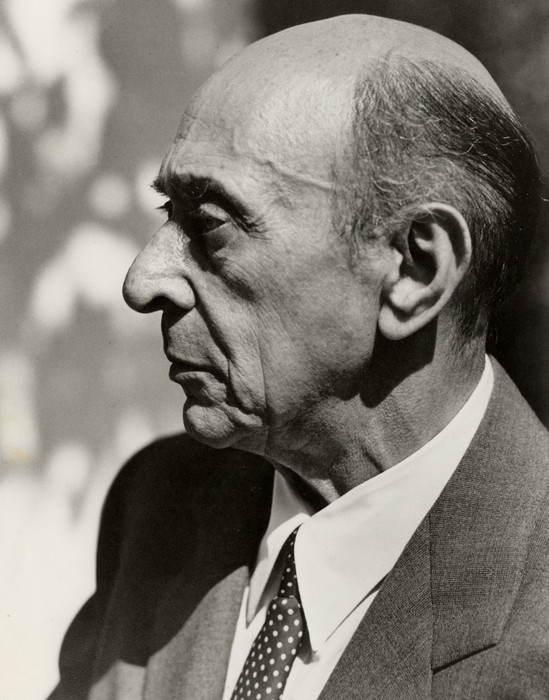
Arnold Schönberg (zakladatel dodekafonie) na fotografii vytvořené kolem roku 1948, Los Angeles.

Dodekafonie (z řeckého dodeka/dvanáct a fonie/znění – používá se též označení dvanáctitónová hudba) je technika skladby a druh hudby, vytvořený na počátku dvacátého století rakouským skladatelem Arnoldem Schönbergem. Vznikla jako důsledek stále obecnějšího a volnějšího chápání funkčních harmonických vztahů, využívání nových souzvuků (akordů) a postupného zrovnoprávnění všech dvanácti tónů temperované chromatiky v evropské hudbě konce 19. a začátku 20. století.
Dodekafonická kompozice je založena na takzvaných tónových řadách. Jedná se o dvanáctitónové (odtud název) sekvence, ve kterých musí být obsaženo všech dvanáct tónů stupnice, tzn. žádný se nesmí opakovat. Tyto řady lze dále transformovat a odvozovat z nich řady další a to pomocí tradičních (inverze, račí postup, transpozice) i Schönbergem vynalezených postupů.
Z vytvořených řad se odvozuje celá kompozice, řady jsou používány melodicky i harmonicky ve všech hlasech skladby, přičemž základním organizačním principem dodekafonické hudby je intervalové uspořádání použitých tónových řad, nikoli harmonicko-melodické vztahy, jako je tomu v případě hudby tradiční.
Při kompozici je třeba dodržovat následující pravidla:
- Každý tón může být enharmonicky zaměněn.
- Každý tón může být použit v libovolné oktávě.
- Posloupnost tónů musí být zachována s výjimkou bezprostředního opakování jednotlivých tónů a repetic celých skupin tónů.
- Jsou přípustné trylky, tremola, arpeggia.
- Nedoporučuje se opakování rytmických struktur v blízkých taktech.

Řady lze použít horizontálně, kdy je posloupnost použita ke stavbě melodie odděleně v každém hlase, vertikálně, kdy je řada použita ke stavbě akordů napříč hlasy nebo lomeně, kdy je řada rozdělena a jednotlivé části jsou použity v jednotlivých hlasech.
Dodekafonie byla ve 20. století často používanou technikou. Schönberg a jeho žáci, Alban Berg a Anton Webern, označovaní jako tzv. Druhá vídeňská škola a další skladatelé dodekafonické principy upravili a dále rozšířili. Někteří používali méně přísných kompozičních postupů, jiní rozšířením a zobecněním dodekafonie dospěli k serialismu.
S využitím dodekafonických principů lze dosáhnout vyváženého použití všech dvanácti tónů stupnice a
vytvořit hudební struktury bez tonálního centra a tonálních funkčních vztahů a tím dospět k atonalitě – popření tonálního principu (atonality je však možné dosáhnout i tradičními prostředky). Dodekafonické principy lze použít i v tonálním kontextu.
Poslech dodekafonické hudby je velmi náročný a pro některé téměř nesnesitelný. Propracovaný systém vnitřní organizace skladby často posluchač není schopen postřehnout a hudba na něho působí chaotickým nebo citově chladným dojmem. Ačkoliv s touto technikou dodnes skladatelé experimentují, je mnohými[kým?] dodekafonie považována za slepou větev vývoje evropské hudby.